# Tras la reja
Tras la reja (übersetzt: „Hinter Gittern“) ist ein mexikanischer Film aus dem Jahr 1936, der 1937 erstmals aufgeführt wurde. Die Regie für das Melodram führte Jorge M. Dada, der auch das Drehbuch verfasst und die Musik für den Film geschrieben hatte. Zudem war er Produzent von  Tras la reja.
Der Film handelt von Héctor, gespielt von Antonio Liceága, der wegen einer Straftat in der Bank, deren Angestellter er war, zu einer Gefängnisstrafe verurteilt. Die Tat wurde in Wahrheit jedoch von dessen Abteilungsleiter begangen. Marta (Carmen Hermosillo), die Schwester Héctors, ist in Rudolfo (Emilio Tuero) verliebt und führt eine Beziehung mit ihm. Nach der Verurteilung ihres Bruders zwingt Rudolfos Vater die beiden, sich zu trennen, da Héctor Schande über Martas Familie gebracht habe. Nach der erzwungenen Trennung tritt Marta in ein Kloster ein. Sechs Jahre vergehen bis Héctors Unschuld bewiesen und er daraufhin entlassen wird. Unter den veränderten Umständen wird es Marta erlaubt, das Kloster wieder zu verlassen und schließlich Rudolfo zu heiraten.
Die Produktionsgesellschaft von Tras la reja war Producciones Oasis. In den Vereinigten Staaten wurde der Film von Cinexport Distributing in der spanischen Fassung vertrieben.  Tras la reja hatte am 18. Februar 1937 seine Premiere in Mexiko, in den Vereinigten Staaten startete er bereits am 10. Januar desselben Jahres. Jorge M. Dada war ein Salvadorianer, der in Mexiko einige Filme produzierte und Drehbücher verfasste. Bei Tras la reja handelt es sich um den einzigen Film, bei dem er in Mexiko als Regisseur tätig war. Es handelte sich zudem um das Filmdebüt von Emilio Tuero, der ein populärer Sänger im Radio und Konzerten war.